# Microhierax erythrogenys
Microhierax erythrogenys е вид птица от семейство Соколови (Falconidae). Видът е незастрашен от изчезване.

## Разпространение
Разпространен е във Филипините.